# 二本松山古墳
二本松山古墳（にほんまつやまこふん）は、福井県吉田郡永平寺町松岡清水にある古墳。形状は前方後円墳。松岡古墳群を構成する古墳の1つ。国の史跡に指定されている（史跡「松岡古墳群」のうち）。

## 概要
福井県北東部、九頭竜川南岸の松岡丘陵の最高所（標高273メートル）に築造された古墳である。江戸時代に盗掘され、明治期に2度発掘されている。
墳形は前方後円形で、前方部を南西方向に向ける。墳丘は2段築成。墳丘外表では埴輪が認められる。墳丘の東くびれ部には造出を付し、その先では陪塚とみられる墳丘が所在する。埋葬施設は後円部墳頂における石棺2基（1号石棺・2号石棺）の直葬である。1号石棺は江戸時代に盗掘に遭っているため副葬品のほとんどが失われているが、2号石棺（舟形石棺）からは金銅製冠・仿製四獣鏡・甲冑を始めとする多数の副葬品が出土している。築造時期は古墳時代中期の5世紀後半頃と推定される。
古墳域は2005年（平成17年）に国の史跡に指定されている（史跡「松岡古墳群」のうち）。

## 遺跡歴
- 享保年間（1716-1736年）、1号石棺の盗掘[1]。
- 1880年（明治13年）、1号石棺の再発掘。副葬品出土[1]。
- 1906年（明治39年）、三角点設置に伴う2号石棺の発掘。副葬品多数出土（高橋健自ら）[1]。
- 2005年（平成17年）7月14日、国の史跡に指定（史跡「松岡古墳群」のうち）[3]。

## 出土品

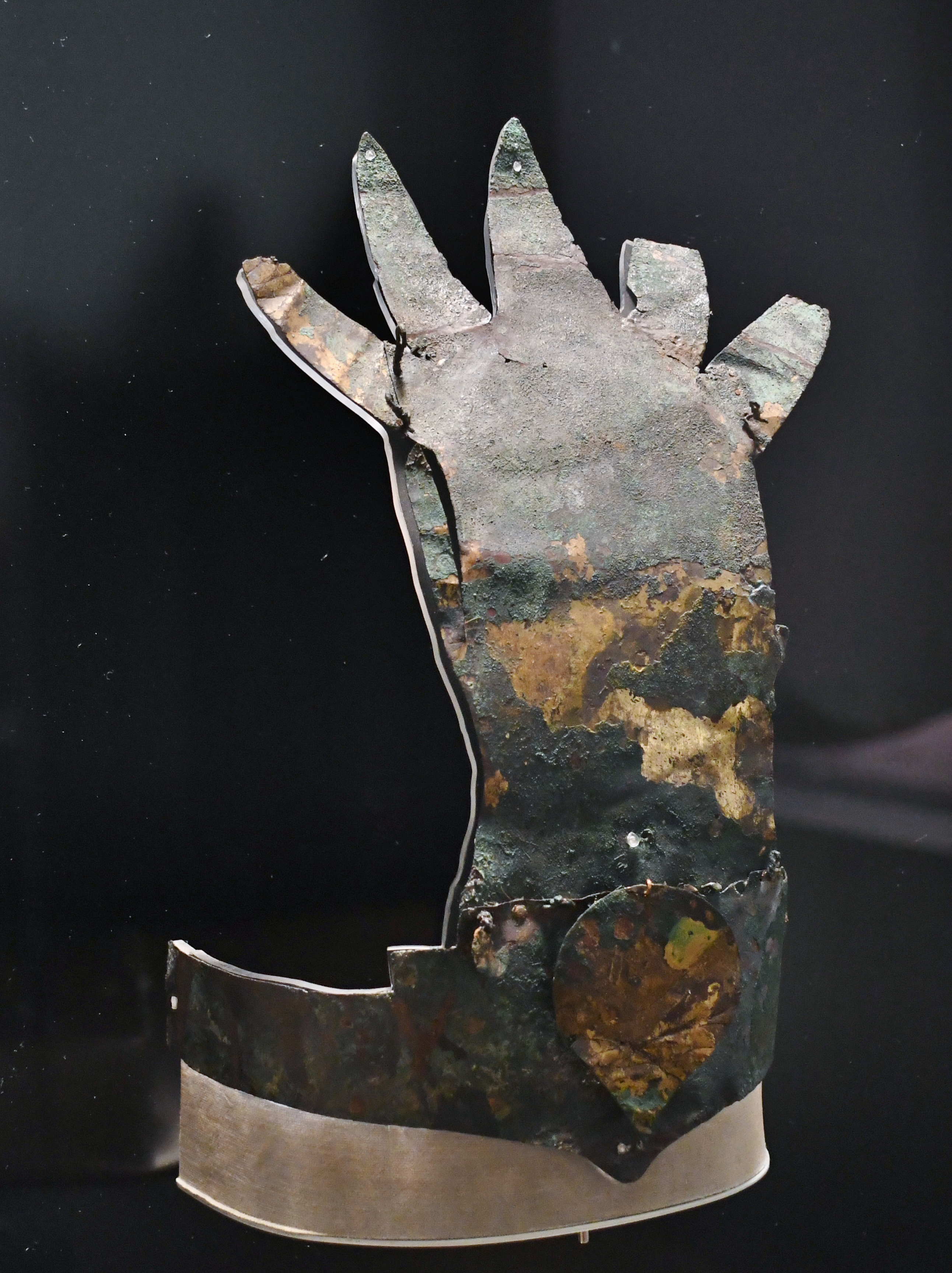
金銅製冠東京国立博物館展示（他画像も同様）。

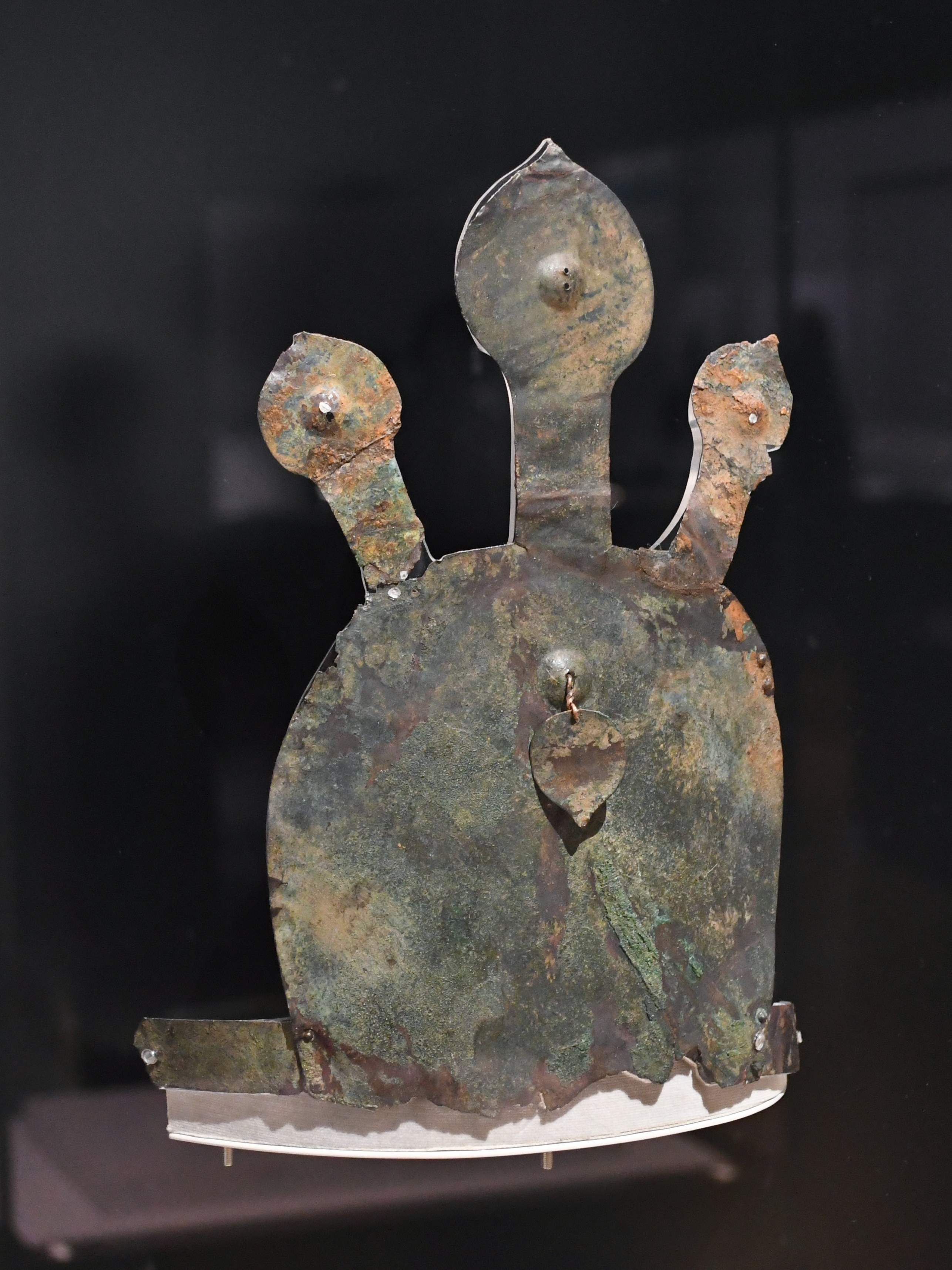
金銅製冠

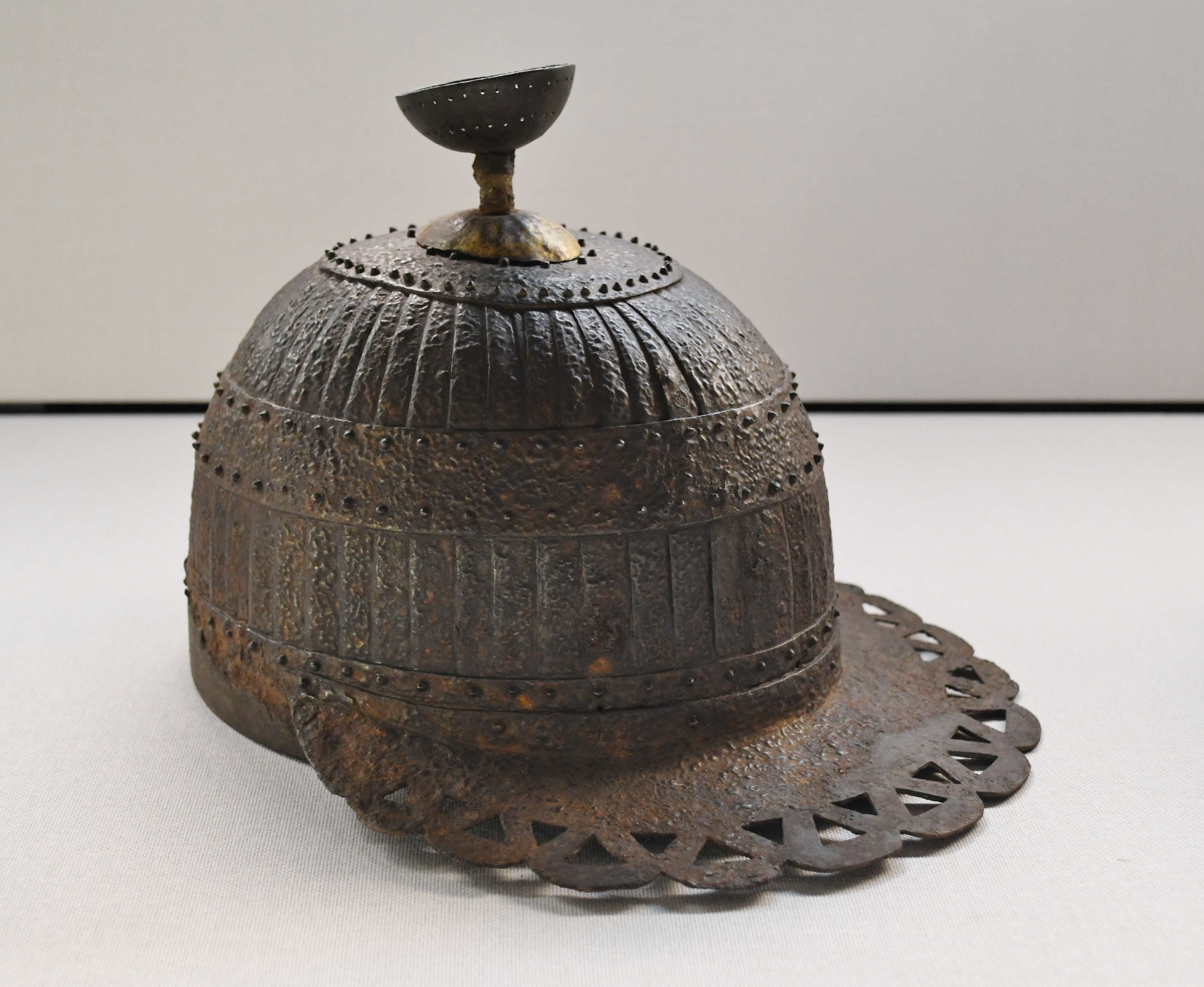
金銅装眉庇付冑

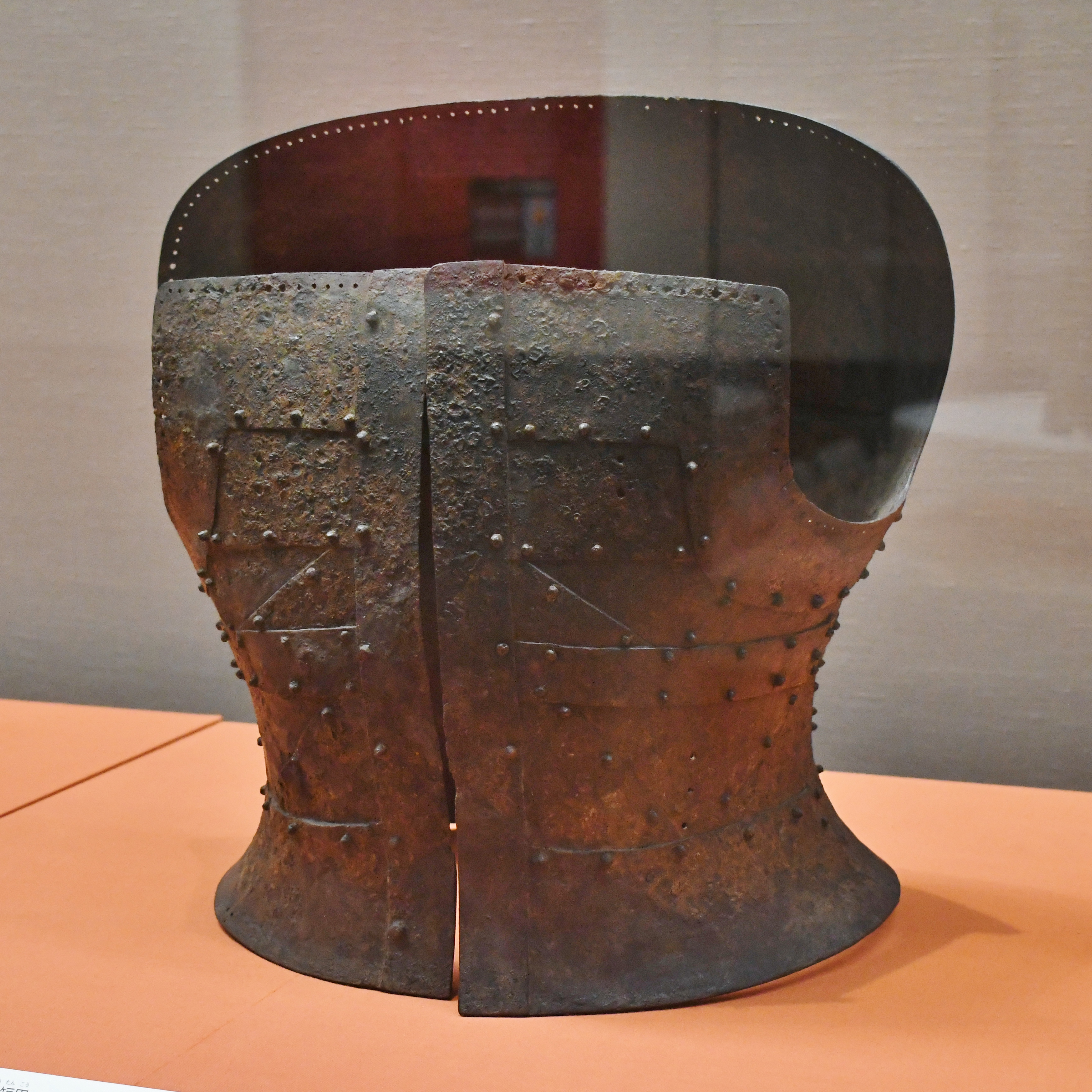
三角板鋲留短甲

明治期の発掘で出土した副葬品は次の通り。
1号石棺
- 人骨
- 朱
- 勾玉 1
- 甲冑

2号石棺
- 仿製四獣鏡 1
- 金銅製冠 2
- 碧玉管玉 4
- 鉄刀 2
- 鉄剣 1
- 小札鋲留眉庇付冑 1
- 三角板鋲留短甲 1
- 頸甲 1
- 脇当 1

- 三角板鋲留短甲

## 文化財

### 国の史跡
- 二本松山古墳（史跡「松岡古墳群」のうち） - 2005年（平成17年）7月14日、既指定の史跡「手繰ヶ城山古墳」に石舟山古墳・鳥越山古墳・二本松山古墳の3基を追加指定して、指定名称を「松岡古墳群」に変更[3]。

## 関連施設
- 東京国立博物館（東京都台東区） - 二本松山古墳の出土品を保管。

## 関連文献
（記事執筆に使用していない関連文献）
- 高橋健自「越前吉田郡石船山の古墳及発見遺物」『考古界』第7巻第8号、考古学会、1908年。
- 福井大学考古学研究会 編『手繰ヶ城山古墳・石舟山古墳・二本松山古墳の埴輪』松岡町教育委員会〈手繰ヶ城山古墳の調査III〉、1983年。
- 『石舟山古墳・鳥越山古墳・二本松山古墳 -平成13年から平成15年度 町内遺跡範囲確認調査報告書-』松岡町教育委員会、2005年。